# Charles-Louis d’Authville Des Amourettes
Charles-Louis d’Authville Des Amourettes (* 1716; † 1762) war ein französischer Militär, Autor und Enzyklopädist.

## Leben und Wirken
Er schrieb in der  Encyclopédie von Denis Diderot und Jean-Baptiste le Rond d’Alembert Beiträge zu militärischen Themen.

## Werke
- Essai sur la cavalerie tant ancienne que moderne auquel on a joint les instructions & les ordonnances nouvelles qui y ont rapport, avec l’état actuel des troupes à cheval, leur paye, &c., à Paris, chez Charles-Antoine Jombert, imprimeur-libraire du Corps royal de l’artillerie & du génie, rue Dauphine, à l’Image de Notre-Dame. 1756.
- L’Antilégionaire françois, ou le Conservateur des constitutions de l’infanterie, Wésel, 1762.
- Nicolas Deschamps (sieur des Landes, officier, précepteur du duc de Bourbon), Mémoires des deux dernières campagnes de M. de Turenne en Allemagne (...), nouvelle édition revue et corrigée par M. d’Authville Des Amourettes, N. Wilmer, 1756.